# Isosomorpha europae
Isosomorpha europae är en stekelart som beskrevs av William Harris Ashmead 1894. Isosomorpha europae ingår i släktet Isosomorpha och familjen kragglanssteklar.
Artens utbredningsområde är Frankrike. Inga underarter finns listade i Catalogue of Life.